# ۵۱۳ (خورشیدی)
۵۱۳ پانصد و سیزدهمین سال هجری خورشیدی است.